# James Dallas Egbert III
James Dallas Egbert III (29 de octubre de 1962 – 16 de agosto de 1980) fue un estudiante estadounidense de la Universidad Estatal de Míchigan cuya desaparición en los túneles de ventilación de la universidad fue incorrectamente atribuida al juego de rol Dungeons & Dragons.
Dallas Egbert jugaba a Dungeons & Dragons, pero posteriormente se reveló que su desaparición no estaba relacionada con el juego.  Con 16 años, Dallas era un prodigio informático que sufría una severa depresión clínica debido a la intensa presión académica que sobre él ejercían sus padres. Además, debido a su joven edad y su avanzada inteligencia había tenido dificultades para tener amigos en el campus universitario, así como también (según el detective William Dear) dificultades para salir del armario. El 15 de agosto de 1979 Dallas Egbert entró en los túneles de ventilación de la universidad con una botella de metacualona para suicidarse. Este intento no tuvo éxito y cuando despertó al día siguiente se escondió en casa de un amigo.

## Desaparición
La búsqueda organizada de Dallas Egbert se inició después de que el periódico The State News (el periódico universitario de la Universidad de Míchigan) publicara la noticia de su desaparición de su habitación en Case Hall (una residencia de estudiantes) en un artículo escrito por Michael Stuart. Los padres de Egbert contrataron para encontrar a su hijo al investigador privado William Dear. El detective Dear no sabía nada sobre Dungeons & Dragons en aquel momento. Interrogó a algunos amigos de Egbert que sabían tan poco como él, ya que Egbert nunca había jugado a dicho juego de rol en la Universidad de Míchigan. Debido al preocupante cariz que estaba tomando el caso (Dear sospechaba que Egbert había sido secuestrado) y para evitar la intromisión de los medios de comunicación, Dear declaró que Egbert se había perdido en los túneles de ventilación de la universidad jugando a una versión en vivo de Dungeons & Dragons, una de sus primeras teorías que había descartado como poco probable. La búsqueda de Egbert continuó sin éxito durante varias semanas.
De hecho, Egbert había intentado suicidarse, y al no conseguirlo, había huido del campus universitario, escondiéndose en casa de varios conocidos. A medida que la preocupación por su desaparición se extendía, varias de las personas con las que Egbert se había escondido le pidieron que se marchara, temiendo tener problemas con la justicia. Finalmente Egbert se marchó a Nueva Orleáns, donde intentó suicidarse de nuevo, en esta ocasión con cianuro, pero este intento también falló. Se trasladó a Morgan City, Luisiana, y encontró un trabajo en un campo petrolífero.
Cuatro días después de encontrar este trabajo, Egbert llamó al detective Dear y le reveló que estaba escondido en Morgan City. Dear viajó a Luisiana y encontró a Egbert, quien le reveló los verdaderos motivos de su huida y le pidió que guardara silencio para no avergonzar a su familia. El detective Dear aceptó y llevó al chico de 16 años con su tío, el Dr. Marvin Gross, el 13 de septiembre de 1979.
Debido a la promesa que le había hecho al chico, el detective Dear no contradijo los falsos rumores y noticias que se propagaron en torno a la desaparición en los años siguientes. Egbert se suicidó con una pistola el 16 de agosto de 1980. Cuatro años después de la muerte de Egbert, el detective Dear reveló la verdadera historia sobre su desaparición en el libro The Dungeon Master (1984).
Antes de las revelaciones del detective Dear, la escritora Rona Jaffe había publicado una historia de ficción basada en las exageraciones de la prensa sobre la desaparición de Egbert, Mazes and Monsters (1981). El libro fue adaptado a una película televisiva de 1982, también llamada Mazes and Monsters (distribuida más tarde en España con diferentes títulos, Monstruos y laberintos, El umbral del juego y En el umbral del miedo).

## Otros incidentes
Los malentendidos y rumores sobre la desaparición de Egbert generaron varias leyendas urbanas sobre los juegos de rol.

### El incidente Pritchard
En 1988, durante una investigación por el asesinato de su padrastro, Christopher Wayne Pritchar le contó a la policía que él y sus amigos habían mapeado los túneles de ventilación de la Universidad del Estado de Carolina del Norte para incorporarlos en su partida de Dungeons & Dragons.